# Călin Georgescu
Călin Georgescu (n. 26 martie 1962, București, România) este un inginer român, doctor în pedologie și a fost candidat independent în primul tur anulat al alegerilor prezidențiale din România din 2024. A lucrat în Ministerul Mediului și în cel de Externe în mai multe guverne FSN, CDR și PSD din anii 1990 și 2000 și a fost membru în diverse ONG-uri și fundații în această perioadă. Ca specialist în politici de mediu, a coordonat în România proiecte și activități în domeniul dezvoltării durabile. A fost vehiculat de mai multe ori ca un nume de prim-ministru al Guvernului României în anii 2010, fiind propus pentru funcția respectivă de către partidul AUR în 2020 și 2021.
Georgescu a fost în perioada 2010–2012 Raportor special pentru drepturile omului și deșeurile periculoase al Biroului ONU, funcție onorifică obținută în urma unei propuneri a Ministerului de Externe a guvernului Boc. Ulterior, a lucrat în regiunea europeană a Clubului de la Roma. Din 2021 este cadru didactic asociat al centrului din Pitești al Universității Politehnica din București, în 2024 fiind lector.
S-a remarcat prin declarații prolegionare, proruse, de difuzare de teorii pseudoștiințifice, de minimalizare a coronavirusului antisistem, pro-Trump. Pentru promovarea cultului persoanelor vinovate de genocid, i s-a deschis un dosar penal în 2022, dosar care a fost închis de procurori la scurt timp, pe 2 iunie 2022. În consecință, George Simion și partidul AUR s-au delimitat de el la momentul respectiv.
A candidat pe o platformă populistă și suveranistă și a obținut 2.120.401 de voturi (22,94%) în primul tur de scrutin al alegerilor prezidențiale din 2024, clasându-se pe primul loc. Serviciile secrete române au confirmat că acesta a beneficiat de promovare pe rețelele sociale din partea unui actor statal, tiparul semănând cu cel folosit de Rusia. Acestea au spus și că s-au comis mai multe încălcări ale legislației electorale în favoarea acestuia și de către acesta, iar Curtea Constituțională a constatat că procesul electoral a fost viciat și a anulat alegerile în baza documentelor desecretizate. După primul tur de scrutin și până în prezent este constant susținut de partidele parlamentare AUR și POT.

## Familia și viața personală
Călin Georgescu s-a născut la 26 martie 1962, în cartierul Cotroceni din București, fiind fiul lui Scarlat Georgescu (inginer agronom, autor al unui manual de Cadastru funciar pentru liceele agricole din RSR pentru clasele a II-a, a III-a și a IV-a) și al Anetei Georgescu (născută Popescu, funcționară la Institutul de Geodezie și, în anii 1960, secretară a ministrului Agriculturii). Conform propriilor declarații, tatăl său era și un fost ofițer de cavalerie al Armatei Române.
Potrivit propriilor declarații, Georgescu este de religie creștină ortodoxă, dar unii jurnaliști, unii profesori universitari și unii teologi ortodocși îl consideră mai degrabă un creștin New Age.
În tinerețe, Georgescu a practicat judo de performanță, dobândind centura neagră și câștigând, în 1979, titlul de vicecampion național și balcanic la juniori. De asemenea, a fost alergător de performanță pe distanța de 10.000 de metri și a practicat karate Shotokan, obținând centura neagră în 1995, sport pe care îl practică și în prezent. A participat, de asemenea, la un concurs de maraton, „Ștafeta Carpaților 2006”. Într-un interviu din anul 2021 declara că duce o viață sportivă, continuând să practice alergarea, schiul, săriturile de la înălțime în apă (cliff diving) și înotul în apă rece.
Persoane și documente atestă că ar fi participat la „aprinderea luminilor” în 1993, primul eveniment important al Marii Loje Naționale din România, însă acesta neagă că ar fi mason.
A locuit în Austria în perioada 2013-2021. Cezar Marksteiner Ungureanu, preot ortodox din Austria, afirmă că nu l-a văzut pe Georgescu făcând ceva pentru comunitatea românească de acolo.
Psihologul Aurora Liiceanu susține că Georgescu nu este nebun, ci doar un impostor abil, un escroc. În opinia ei, dacă nu ar fi impostor și escroc ar fi „nebun, adică nebun de spital”.
Cristian Tudor Popescu susține că atât Diana Iovanovici-Șoșoacă, cât și Georgescu sunt ostili intereselor României.
Într-un interviu din 10 martie 2025, la emisiunea „Dan Diaconescu în direct”, Cristian Sima a declarat că a făcut stagiul militar cu Georgescu și că cel din urmă a împușcat un câine în timpul unui exercițiu în poligon, deranjat că acesta lătra, fără a fi însă violent. Sima susține că Georgescu nu a fost tras la răspundere pentru gestul său, deoarece „avea pile”.

## Studii
A absolvit Institutul Agronomic „Nicolae Bălcescu” din București în anul 1986 și a obținut în 1999 titlul de doctor în pedologie din partea aceleiași instituții, care fusese redenumită în 1995 Universitatea de Științe Agronomice și Medicină Veterinară. După absolvirea facultății în 1986, a dobândit experiență suplimentară prin misiuni în Regatul Unit și Statele Unite ale Americii, chiar dacă nici el, nici tatăl său nu au fost membri ai Partidului Comunist Român. Silviu Predoiu, fost șef SIE, afirmă că nu era obligatoriu ca acesta să fi fost informator pentru a putea pleca din țară, ci avea nevoie doar de un aviz de securitate și trebuia să dea raportul la întoarcere. Deși neconfirmat oficial, era suspectat de colegi de facultate că ar fi fost colaborator al Securității.
După prăbușirea comunismului în Europa de Est, în perioada 1993–1994, a fost bursier al Guvernului Marii Britanii, absolvind cursul „Politici de mediu, strategii de dezvoltare și management pentru Parcuri Naționale” (Environmental Training Program).
În anul 2007 a absolvit programul postuniversitar „Securitate și apărare națională – geopolitică și geostrategie” al Colegiului Național de Apărare „Carol I”.

## Cariera profesională
După absolvirea facultății în 1986, Georgescu a fost angajat ca inginer la IEELIF Făgăraș (județul Brașov), iar din 1990, după victoria Revoluției din decembrie 1989, la Departamentul de Eroziune a Solului din cadrul Institutului Național de Cercetare-Dezvoltare pentru Îmbunătățiri Funciare (INCDIF – ISPIF București).
Pe data de 11 iulie 1991, la inițiativa Frontului Salvării Naționale (FSN), condus de Ion Iliescu și Petre Roman, la București s-a realizat „Carta pentru Reformă și Democrație”, documentul fiind semnat, în afară de FSN, și de Mișcarea Ecologistă din România (MER), Partidul Democrat Agrar din România (PDAR) și Partidul Național Liberal – Aripa Tânără (PNL). La întocmirea documentului, din partea MER au participat: Toma George Maiorescu (președintele MER), Marcian Bleahu, Dolphi Drimer (maestru internațional de șah), Alexandru Roșu și Georgescu. Tot în 1991 a fost numit șef al Biroului Senatorial pentru Mediu al Parlamentului României, iar în anul următor a devenit consilier al ministrului Mediului, Marcian Bleahu, în guvernul Theodor Stolojan. Tot în 1992 a fost ales președinte al Asociației „Tineretul Ecologist din România”, funcție pe care a deținut-o până în 1996. Asociația a primit fonduri guvernamentale pentru a duce la capăt un plan pentru protejarea ecosistemelor din Marea Neagră. De asemenea, ONG-ul a avut parteneriate cu Fundația pentru o Societate Deschisă al lui George Soros. În perioada 1997–1998 a îndeplinit funcția de secretar general în Ministerul Mediului, în mandatul lui Sorin Frunzăverde din guvernul Victor Ciorbea. La momentul respectiv jurnaliștii România Liberă descopereau că ar fi avut o medie mai slabă la concurs decât cea a contracandidatului său, dar i s-ar fi mărit după ce ministrul PD Ioan Oltean, președintele comisiei de examinare, a inserat noi anexe în calculul notei finale. Acesta a negat intervenția în 2024. La momentul respectiv era, concomitent, și directorul executiv al ONG-ului Centrul Național de Dezvoltare Durabilă. Membrii acestui ONG erau trimiși la conferințe în Geneva ca reprezentanți ai Ministerului pentru a purta negocieri pe politici ale Guvernului.
Ca specialist în politici de mediu, a coordonat, în calitate de manager de proiect, peste 40 de proiecte pentru diferite autorități locale din România, derulate între 1996 și 2008, în cadrul programului „Agenda Locală 21”, un plan de susținere a dezvoltării durabile sub egida Programului Națiunilor Unite pentru Dezvoltare.
Între 2000 și 2011 a fost director executiv al Centrului Național pentru Dezvoltare Durabilă, creat în 1997 sub egida Academiei Române ca agenție a PNUD. Din 2001 centrul s-a transformat într-o fundație independentă, extinzându-și activitatea. Începând din 2009, Centrul elaborează și implementează proiecte finanțate de Uniunea Europeană și Guvernul României.
Angajații străini ai programului GRASP (Reformă guvernamentală și parteneriate durabile) au redactat în 2003 un raport dur în care au acuzat că Georgescu a insistat agresiv să primească o finanțare de 800 000 de dolari pentru ONG-ul său guvernamental GONGO „fără a defini activități specifice, în afară de rapoarte de doi bani și discuții sterile”, folosind o limuzină cu număr diplomatic. În alt articol din același an publicația România Liberă a arătat cum acesta ar fi făcut lobby în fața unor asociații din afara țării pentru a obține fonduri pentru Federația Autorităților Locale din România (FALR), din care făceau parte doar primarii PSD. Articolele spuneau că acesta era bine conectat cu Președinția și Guvernul de la acea vreme, având sprijinul Ministrului de Externe.
Autoritate recunoscută în planificarea strategică și proiectarea politicilor publice, Georgescu a coordonat, din partea Guvernului României, dezvoltarea a două versiuni consecutive ale Strategiei Naționale de Dezvoltare Durabilă (1999 și 2008), în conformitate cu liniile directoare ale Strategiei Europene pentru Dezvoltare Durabilă. Primul document strategic, elaborat în 1999, a avut ca obiectiv „îmbunătățirea progresivă și menținerea bunăstării populației în corelare cu cerințele folosirii raționale a resurselor naturale și ale conservării ecosistemelor”, iar cel de-al doilea, elaborat în 2008, adoptat după aderarea României la Uniunea Europeană în anul anterior, urmărea „racordarea deplină a României la o nouă filosofie a dezvoltării, proprie Uniunii Europene și larg împărtășită pe plan mondial – cea a dezvoltării durabile”. Strategia stabilea „obiective concrete pentru trecerea, într-un interval de timp rezonabil și realist, la modelul de dezvoltare generator de valoare adăugată înaltă, propulsat de interesul pentru cunoaștere și inovare, orientat spre îmbunătățirea continuă a calității vieții oamenilor și a relațiilor dintre ei în armonie cu mediul natural”.
Din poziția de director al Direcției de Organizații Economice Internaționale din Ministerul Afacerilor Externe, Georgescu a coordonat, între 2004 și 2005, activitatea biroului Organizației pentru Cooperare și Dezvoltare Economică din România.
Între 2006 și 2012, Georgescu a îndeplinit funcția de director executiv al Institutului de Proiecte pentru Inovație și Dezvoltare, coordonând proiectul „Reprofesionalizarea României” și elaborând un raport care oferea câteva soluții pentru ieșirea din criză și dezvoltarea durabilă a țării.
În perioada 2010–2012 a fost raportor special al ONU privind efectele adverse ale traficului și depozitării ilicite de produse și deșeuri toxice asupra drepturilor omului (UN Special Rapporteur on the adverse effects of the illicit movement and dumping of toxic and dangerous products and waste on the enjoyment of human rights) al Biroului Națiunilor Unite al Înaltului Comisar pentru drepturile omului (UN Office of the High Commissioner for Human Rights – OHCHR). Funcția a fost obținută în urma unei propuneri a Ministerului de Externe, aflat în acel moment sub conducerea lui Teodor Baconschi din cadrul guvernului Emil Boc (2), fiind ales împreună cu alți șapte raportori dintr-un total de 290 de candidați din toate zonele geografice.
Între 2013-2015 a fost președinte al Centrului European de Sprijin din Winterthur (Elveția) al Clubului de la Roma (European Support Centre for the Club of Rome).
A fost director executiv al fundației private Institutul Indicelui Global al Sustenabilității al Națiunilor Unite (United Nations Global Sustainable Index Institute) din Geneva și Vaduz (2015–2016).
Din 2021 este cadru didactic la Universitatea Națională de Știință și Tehnologie Politehnica București – Centrul universitar Pitești, unde deține (în 2024) funcția de lector.

## Averea și interesele
Georgescu a declarat în declarația de avere la intrarea în cursa prezidențială un teren intravilan de 3.900 m² în județul Brașov, o Toyota Yaris produsă în 2022 și 264.000 de euro în depozite bancare. A avut venituri de 72.000 de lei în anul de dinainte ca salariu de profesor universitar. Cu toate acestea, o investigație Rise Project a dezvăluit cum în ultimii ani a făcut mai multe tranzacții imobiliare atât în Austria, cât și în Corbeanca, județul Ilfov, sau în Titan, sectorul 3, București, printre altele. O tranzacție are o valoare de 1 milion de euro, multe au valori de sute de mii de euro și câteva au legătură cu gruparea Mazăre–Sorin Strutinsky–Constantinescu din Constanța, persoane care au fost condamnate la închisoare pentru trafic de influență, abuz în serviciu sau luare de mită. Potrivit jurnaliștilor, gruparea ar fi încercat să-l propună ca ministru în guvernul PDL-PSD în 2009. În octombrie 2024 familia Georgescu ar fi achiziționat o vilă cu etaj în Mogoșoaia cu 560 000 de euro, cu 300 000 de euro mai mult decât suma aflată în conturile declarate.

## Activitatea politică în perioada 2010–2023

#### În aparatul administrativ
Georgescu a făcut parte în mai multe rânduri din aparatul administrativ central, fie la Ministerul Mediului, fie la Ministerul Afacerilor Externe, numele său fiind vehiculat pentru ocuparea pentru funcției de prim-ministru al Guvernului României în anii 2010, 2011, 2012 și 2016.
În 2020, Georgescu a fost propus prim-ministru de Alianța pentru Unirea Românilor (AUR), un partid care tocmai intrase în Parlamentul României în urma alegerilor legislative din decembrie 2020. În timpul crizei politice românești din 2021, care s-a soldat cu demiterea din funcție a Cabinetului Cîțu, același partid l-a propus din nou.

#### Relațiile cu extrema dreaptă

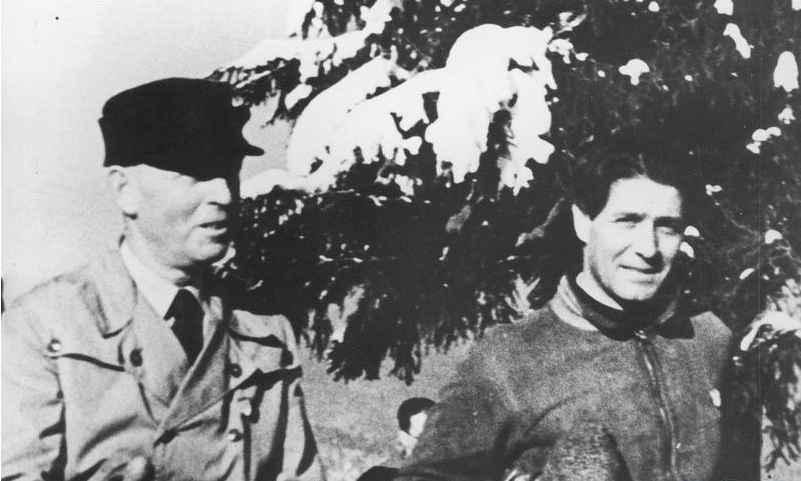
Generalul Ion Antonescu și liderul Gărzii de Fier, Corneliu Zelea Codreanu, în 1935

Conform unei declarații din 2020, Georgescu a afirmat că Ion Antonescu și Corneliu Zelea Codreanu sunt eroi prin care „a trăit istoria națională, prin ei vorbește și a vorbit istoria națională și nu prin lachei de serviciu ai puterilor globaliste care astăzi conduc România vremelnic”. Ulterior, în ianuarie 2022, a revenit asupra declarațiilor sale asupra lui Ion Antonescu și Corneliu Zelea Codreanu, specificând că au făcut „și fapte bune”, iar despre asasinarea lui Nicolae Iorga și a lui Armand Călinescu la ordinul legionarilor a declarat: „Când istoria este mistificată, nu ai ce să discuți”. Aceste declarații au provocat reacții dure din partea Centrului pentru Monitorizarea și Combaterea Antisemitismului în România, a Institutului Național pentru Studierea Holocaustului din România și a reprezentanților comunităților evreiești, care au catalogat aceste declarații ca fiind „un act iresponsabil și periculos”. Ca urmare a acestor declarații, Parchetul General s-a autosesizat și a deschis un dosar penal pe numele lui Georgescu pentru promovarea cultului persoanelor vinovate de genocid și crime de război. Pe fondul acestor evenimente, după declarația copreședintelui AUR, George Simion, care declara că „astfel de afirmații nu pot decât să ne dăuneze și mă distanțez categoric față de orice declarație care mi-ar strica viitorul politic și al partidului”, Georgescu a oprit negocierile referitoare la candidatura sa pentru funcția de prim-ministru, rupând legăturile cu AUR. Conform membrilor AUR, acesta considera că are șanse mai mari să candideze independent la funcția de președinte (pentru care își anunțase intenția din 2021) și nu mai voia să aibă de-a face cu vreun partid. În noiembrie 2024 Georgescu avea să declare că refuzase să fie premier sau candidat la președinție din partea AUR pentru că Simion „nu e omul oamenilor lui, al celor care cu adevărat îl susțin, el este omul altora, al celor care nu au nimic în comun cu binele poporului”, considerând că este instruit de PSD.

#### Alte proiecte
La 1 octombrie 2021, Georgescu a anunțat că va lansa mișcarea „Pământul Strămoșesc”, menită să pună în aplicare proiectul de țară „Hrană, Apă, Energie”, cu scopul de „ridicare a României, prin crearea de rețele solide de mici producători și meșteșugari, a unei cooperații moderne ancorate în principiile demnității și cooperării, prin organizarea de activități, inclusiv culturale, care pot ridica poporul din starea de abandon în care se află”.
Între martie-august 2023 a fost președinte al Partidului Alianța Antreprenorilor și Agricultorilor, funcție din care își dă ulterior demisia, părăsind partidul.

## Candidatura din 2024 la președinția României
Georgescu și-a anunțat public intenția de a candida la alegerile prezidențiale din 2024 încă din noiembrie 2021 într-o intervenție televizată. În acea perioadă anunța că pregătește „un șah-mat la sistem” și acuza serviciile spunând că „țara nu ajungea în această situație dacă serviciile își făceau treaba în ultimii 30 de ani”. Istoricul Oliver Jens Schmitt, care urmărea mișcarea neolegionară, remarca în ianuarie 2022 că Georgescu era destul de prezent în mediile provinciale. O parte din grupurile de Telegram pentru susținători sunt create în septembrie 2022. În primăvara anului 2023 îl contactează pe Silviu Predoiu, propunându-i să candideze din partea partidului pe care acesta îl înființase, însă după ce Predoiu îi propune să se înscrie în partid și să intre în competiție pentru candidatură, acesta nu-l mai contactează. În octombrie 2023 primește susținerea Partidului Români pentru România, condus de Nicolae Roman, pentru candidatura independentă.
În octombrie 2024 s-a înscris ca independent în cursa pentru alegerile prezidențiale.

### Campania

#### Profilul de candidat
Conform analistului și expertului în geostrategie Gabriel Elefteriu, profilul de relații publice al candidatului reprezintă unul ideal și este perfect adaptat pentru rolul său în ce privește CV-ul (studii de agronomie, doctor în științele solului, lector universitar, experiență la niveluri superioare în guvern, incluzând pe cea de la Ministerul Afacerilor Externe, precum și în organizații internaționale, experiență cu ONG-uri centrate pe dezvoltarea durabilă, cunoașterea a patru limbi străine), înfățișarea și stilul de vorbire. Mai mult, candidatul proiectează imaginea unui naționalist cu experiență, hotărât și care nu este compromis, aflat la vârsta de 62 de ani la apogeul capacității sale, vorbind foarte simplu și clar, calm și încrezător.

#### Campania
Campania sa a pornit de la realitatea faptului că era o figură marginală în politica internă. Aceasta s-a desfășurat în special pe Internet, procentele sale în sondaje crescând în ultima lună de campanie prin promovare pe TikTok. Acest lucru a avut un impact semnificativ asupra campaniei sale electorale. În ultimele săptămâni, a câștigat 30.000 de urmăritori noi, iar videoclipul său de lansare a depășit 800.000 de vizualizări, crescând de la 500.000. Această expansiune a fost susținută de o campanie concertată, în care sute de conturi au folosit hashtag-uri legate de candidatura sa pentru a genera vizibilitate. Strategia a inclus comentarii și postări pe diverse videoclipuri, chiar și cele care nu aveau legătură cu el, ceea ce a dus la o promovare virală a mesajelor sale. Mulțimea de comentarii chiar și în postările celorlalți competitori determinau ca algoritmul să sugereze numele său chiar și în postările contracandidaților.
Deși valorile Tik-Tok ale lui Georgescu sunt inferioare celor trei adversari principali ai lui (George Simion, Marcel Ciolacu, Elena Lasconi), indicatorii par să scoată în evidență că a utilizat spre a-și răspândi mesajul lui „ferme de troli⁠(en)[traduceți]”, fără ca aceasta să fie însă exclusă și la contracandidații săi.
Pe toată durata campaniei opinia despre Georgescu a fost dominată de ideea că este un candidat solo marginal care nu merită atenție și nu a fost luat nici un moment în calcul ca eligibil pentru primul sau al doilea loc. Cu toate că s-a aflat în această poziție, el însă a câștigat primul loc într-un mod absolut surprinzător. Pe 13 noiembrie, Anamaria Gavrilă, liderul partidului POT, își anunță sprijinul pentru Georgescu la alegerile prezidențiale, decizie luată în urma unui sondaj intern, susținerea și activitatea partidului fiind remarcată și de contracandidații săi.
Georgescu a apărut în aproape toate sondajele din timpul campaniei electorale, pornind de la un scor de 2,7-4,6% în perioada 24 octombrie-6 noiembrie 2024 și atingând și 10,6 % (locul 4) într-un sondaj din 20-21 noiembrie 2024. Mare parte din traficul și vizualizările de pe TikTok au fost făcute în ultimele două luni dinaintea alegerilor. Conform unui raport Expert Forum publicat pe 23 noiembrie, după creșterea în sondaje, conturile care promovau AUR, PSD și PNL au încercat în ultimele zile de campanie o contra-campanie pentru a-i reduce popularitatea acestuia susținând că ar fi un globalist sub acoperire. Începând din 23 noiembrie (ajunul turului 1) 20.000 de conturi de TikTok (create cu adrese de mail rusești) au postat peste 2,1 milioane de comentarii cumpărate care au fost folosite pentru promovarea agresivă în favoarea lui Georgescu, algoritmul crescând instant vizibilitatea contului acestuia.
A fost promovat online și de către preoți ortodocși, iar călugări și-au exprimat susținerea pentru acesta. Materiale de campanie au fost trimise și la o mănăstire.
La 21 noiembrie 2024, Biroul Electoral Central l-a obligat pe Georgescu să șteargă de pe internet toate materialele sale de promovare electorală. Acesta a acuzat că este „o încercare de intimidare”, adăugând că există și alți candidați, precum George Simion, Elena Lasconi, Cristian Diaconescu sau Christian Terheș, care nu ar fi folosit codul de mandatar la postări.
El și-a raportat propriul venit în timpul campaniei electorale ca 0 euro, iar cheltuielile de campanie ca 0 euro. Presa independentă estimează costul campaniei sale electorale la 50 milioane euro.

#### Mesajele
| Imagine indisponibilă |  | Imagine indisponibilă |
| Vladimir Putin (2024) și Recep Tayyip Erdoğan (2022), politicieni cu un discurs care apelează la realismul magic, asemeni lui Georgescu (M. Zulean, 2024) |  |                       |

În opinia politologului și expertului în securitate Marian Zulean, Georgescu utilizează în sfera politică pentru a transmite mesaje realismul magic, care are calitatea de paradigmă ce prezintă evenimentele supranaturale ca și când ar fi reale (M. Zulean, 2024). Acest lucru nu este nou și se încadrează contextului epocii caracterizate de post-adevăr, în timpul căreia opinia publică este influențată mai mult de emoții și credințe decât de adevărul obiectiv. Georgescu ar proceda astfel similar lui Vladimir Putin, care a preluat neo-eurasianismul⁠(en)[traduceți] lui Aleksandr Dughin și similar lui Recep Tayyip Erdoğan, care a preluat neo-otomanismul⁠(en)[traduceți] lui Ahmet Davutoğlu⁠(en)[traduceți]. Georgescu, conform lui Zulean, transmite mesaje din domeniul realismului magic, astfel că
„În loc de politici publice sau de soluții la problemele comunităților, Călin Georgescu propune 430 de afirmații, grupate în categorii, precum: despre apă și energia vieții; despre spiritualitate și misticism; despre vaccinare și manipularea omenirii; despre satul românesc și tradițiile strămoșești; despre România ca far al lumii; despre România și misiunea sa cosmică etc.”—Marian Zulean, 2024
Aceste mesaje, plantate din timp, treptat, au preluat simboluri din domeniul misticismului legionar, al național-comunismului și au fost combinate cu mituri post-moderne de tipul Clubului de la Roma sau al QAnon⁠(en)[traduceți]. Din perspectiva lui Marius Zulean, acest gen de mesaje care au captat mentalul colectiv al votanților lui Georgescu par a fi
„expresia unei operațiuni Psy-Ops⁠(en)[traduceți], implementată de profesioniști, privind din perspectiva războiului hibrid⁠(en)[traduceți].”—Marian Zulean, 2024
Unul dintre palierele mesajelor sale abordează temele standard ale arsenalului politic suveranist și populist:
- critica Uniunii Europene
- ideea de pace în Ucraina⁠(en)[traduceți]
- naționalismul economic⁠(en)[traduceți] (până la autarhie economică) în combinație cu religia
- patriotismul în combinație cu antiglobalismul

Alt palier apelează aproape în stilul unui guru oriental la o sumă de noțiuni apolitice, precum dragostea creștină și nevoia de a trezi „conștiința” oamenilor.
Similar discursului asociat cu ideologia Mișcării Legionare și cu figura lui Corneliu Zelea Codreanu din perioada interbelică, Georgescu a abordat un tip de discurs mesianic mistico-ortodox în stilul preluat de la naziștii germani de sânge și pământ⁠(en)[traduceți] (germană Blut und Boden). Acest tip de discurs l-a dezvoltat asociindu-l cu idei marginale de tipul pericolelor radiațiilor asociate cu tehnologia 5G sau teoriilor referitoare la biorezonanță (un tip de discurs excentric, în ton cu o mare parte din conținutul consumat și distribuit pe rețelele sociale). În acest context, combinația dintre credibilitatea propriului CV, mesajul de tip diferit promovat de candidat, afișarea unei siguranțe în ce privește anumite „teorii alternative” populare în Statele Unite ale Americii printre adepții QAnon⁠(en)[traduceți] și susținute de Alex Jones este de natură să se constituie într-un construct ce „merită să fie împărtășit altora”, din moment ce realizează o sinteză dintre real și imaginar, de natură să o facă această combinație interesantă și să confirme publicului propriile puncte de vedere și interese neconvenționale.
Georgescu și-a construit discursul în jurul unor cuvinte-cheie: poporul român, demnitatea poporului român, pacea, familia, Dumnezeu. Elena Trifan vorbește despre retorica fascistă a lui Georgescu.

#### Sincronizarea cu contextul
Tema cheie a lui Georgescu, pacea, se adresează celei mai mari părți a populației României, care se teme de un război cu Rusia mai mult decât are simpatii pentru Ucraina. Acest mesaj adresat unui electorat receptiv la a fi antirăzboi și în favoarea păcii a apărut într-un moment în care războiul dintre Rusia și Ucraina a început să evolueze în favoarea Rusiei și aceasta a escaladat conflictul.
Mai mult, maniera în care s-a adresat Georgescu⁠(en)[traduceți] este una de tip România pe primul loc, similară celei pe care a folosit-o în Ungaria Viktor Orban și care are sens pentru mulți alegători (și poate chiar pentru majoritatea alegătorilor medii): este compatibilă cu păstrarea alianțelor occidentale ale României, promovează oprirea războiului și abținerea de la provocări către Rusia, edificarea unor relații bune cu China și evitarea târârii României de către NATO în războiul dintre Rusia și Ucraina prin urmarea unei politici neutre ori echidistante, într-o manieră asemeni celei asociate cu Donald Trump în care să se lucreze constructiv cu toți actorii statali.

### Rezultate

Rezultatelor primului tur

La 24 noiembrie 2024, în primul tur de scrutin al alegerilor prezidențiale, Georgescu s-a clasat pe primul loc, cu 22,94% din voturi, potrivit rezultatelor finale ale Biroului Electoral Central. După victoria în alegeri numărul său de urmăritori pe rețelele sociale a crescut cu între 78 și 180%, iar Bursa de Valori București a scăzut cu 1,3% în primele minute de la deschidere în ziua de după alegeri. La 28 noiembrie, Curtea Constituțională a României a cerut renumărarea voturilor în urma unei cereri de anulare a votului făcută de Cristian Terheș.
Printre motivele care au stat la succesul candidatului s-a numărat susținerea rețelei care a stat în spatele Dianei Șoșoacă, după decizia Curții Constituționale a României de a nu valida înregistrarea candidaturii acesteia la alegerile prezidențiale.
Conform sociologului Norbert Petrovici, analiza statistică a profilului alegătorilor din primul tur al alegerilor prezidențiale, aflați în România, a relevat că Georgescu a fost preferat în localitățile industriale aflate în creștere, în special în cele situate în afara aglomerărilor urbane în expansiune sau la periferia acestora, frecvent dincolo de primul inel metropolitan, în zonele care atrag muncitori industriali navetiști (zone unde piața muncii este în expansiune, iar dintre acestea în special în cele dominate de capitalul autohton sau în cele în care există o experiență redusă de migrație colectivă). Baza sa electorală a fost astfel alcătuită în principal din populații active și cu un nivel educațional mediu. INSCOP spune că a fost votat într-o proporție mai mare de alegători sub 44 de ani.
Din punctul de vedere al analistului Gabriel Elefteriu, victoria electorală (improbabilă anterior) a lui Georgescu împotriva establishmentului înrădăcinat este – asemeni celei a lui Donald Trump un indicator al apariției unei noi specii de politică, pretabilă de a surclasa sistemul democratic. Astfel, bătălia dusă și câștigată de Georgescu ar apela la un alt cadru de confruntare decât cel al politicii tradiționale, anume la cel al concepțiilor despre viață, în contextul unei lumi caracterizate prin acces tehnologic de masă și neliniște existențială. Mai mult, în opinia lui Elefterie este de remarcat, astfel, că Georgescu a reușit să aducă o noutate în mesajul politic, concentrându-se în programul său politic asupra problemelor care sunt fundamentale pentru supraviețuirea umană pe termen lung. Acestea s-au adăugat dorinței largi răspândite a alegătorilor de a da o lovitură instituțiilor, fenomen larg răspândit în lumea occidentală și unui context caracterizat printre altele de prăbușirea influenței mass-media „tradiționale”, ceea ce a condus la canalizarea eficientă a mesajelor sale către alegători.
Tot în opinia lui Elefteriu, victoria lui Georgescu ar putea anunța o nouă eră politică centrată pe o așa numită „politică a vieții”, centrată pe „teme vitaliste, spirituale și naționaliste și pe respingerea otrăvurilor și urâțeniei lumii moderne” și în care politica ar încerca să se conecteze cu alegătorii nu numai pe cale rațională, formală, ci și la nivel emoțional profund, cu valențe de terapie colectivă.
Conform istoricului Thierry Wolton⁠(en)[traduceți], totuși, chiar dacă au existat manipulări legate de Georgescu a existat o bază reală a nemulțumirilor sociale, iar respectiva manipulare nu a creat procesul de respingere al vechii clase politice care l-a adus pe el în frunte, ci doar l-a accelerat.
Potrivit sociologului Andrei Roman, directorul casei de sondare AtlasIntel, succesul său se datorează și altor factori ca: mobilizarea unei baze «ascunse» de votanți (votanți care probabil nu ar fi mers la vot dacă nu erau mobilizați de Georgescu, pentru că de obicei nu sunt interesați și nu participă la procesul electoral), incapacitatea PSD și PNL de a-și mobiliza electoratul fidel sau unui val spontan de ultimă oră.
O analiză Politico sugerează că preocupările românilor – ca emigrarea din cauza sărăciei și inegalităților, o piață a muncii stagnantă, proporția mare de „NEET” (tineri de 15-29 de ani care nici nu învață – inclusiv în școli profesionale, nici nu muncesc), scăderea nivelului de trai față de perioada pre-pandemică, sistemul de sănătate subfinanțat și corupția – au dus toate la o lipsă de încredere în clasa și sistemul politic.

### Campania pentru turul al doilea
După ce a intrat în turul al doilea, iar gândirea și declarațiile sale au intrat în atenția publică, populația a început organizarea de proteste zilnice. Georgescu declara că tinerii sunt manipulați să protesteze împotriva sa. La unele manifestații s-a cerut moartea lui Georgescu, iar acesta a început să meargă însoțit în public de către bodyguarzi ai Legiunii Străine. În cadrul celui de-al doilea tur de scrutin, candidatul și-a temperat puternic discursul, spunând că nu dorește ieșirea din UE sau NATO, dar a continuat să susțină evaluarea scutului de la Deveselu. Încercând să își înlăture eticheta de antisemit (derivată din laudele la adresa lui Ion Antonescu și ale Mișcării Legionare) l-a sunat pe ministrul israelian pentru Diaspora Amichai Chikli și i-a promis mutarea ambasadei României la Ierusalim, o politică de toleranță zero pentru antisemitism și o invitație la București premierului Benjamin Netanyahu. Apelul telefonic a fost primit cu scepticism de comunitatea evreiască din România. Haaretz nu crede că Georgescu este prietenul evreilor.
Diverși susținători ai lui Georgescu au amenințat, de asemenea, cu moartea sau în diverse alte moduri numeroase personalități publice care l-au criticat pe acesta sau jurnaliști care au investigat rețeaua care îl susține. După ce Dorin Cioabă, un lider al comunității rome, a cerut romilor să o voteze pe Lasconi, atrăgând atenția asupra pericolului extremist și lăudând-o pe contracandidata sa, un ONG pentru drepturile romilor a primit amenințări pe rețelele de socializare. Încercând să-și atragă sprijinul comunității, Georgescu a spus ulterior că este onorat că a fost susținut de romi (în turul întâi).
A primit susținerea partidelor parlamentare suveraniste, ca AUR, SOS și POT.
Patru sondaje îl dădeau câștigător (cu procente între 47-63%), iar alte două pierzător al turului al doilea al alegerilor (la 2,2% în spatele Elenei Lasconi). Un sondaj CURS indica potențialii alegători ai lui Georgescu din turul al doilea ca fiind formați în proporție de 35,2% votanți AUR, 15,4% - PSD, 13,2% - SOS, 12,6% - POT, 8% - PNL, 3% - UDMR, 2,3% - USR, 1% - SENS, 9,3% - alte partide.

## Neregulile campaniei electorale
După mai multe zile în care contracandidatul Elena Lasconi a cerut desecretizarea documentelor CSAT, președintele Iohannis a acceptat declasificarea acestora pe 4 decembrie 2024. Acestea au obligat Curtea Constituțională pe 6 decembrie 2024 să ia decizia anulării primului tur și reluarea procesului electoral în totalitate. Printre problemele semnalate de CCR care au dus la anularea alegerilor se numără exploatarea abuzivă a algoritmilor platformelor de social-media, lipsa de transparență în utilizarea tehnologiilor digitale și inteligenței digitale, dar și ingerința unor entități statale sau non-statale, dar și încălcări ale legislației electorale, toate afectând caracterul transparent și echitabil al campaniei.
Principalele probleme semnalate de serviciile secrete în campania candidatului sunt:
- Georgescu nu și-a marcat materialele de propagandă de pe rețelele sociale cu codul mandatarului financiar în conformitate cu legislația electorală. În consecință, pe 20 noiembrie 2024 BEC a dispus înlăturarea acestora, iar pe 22 noiembrie 2024 TikTok a confirmat Autorității Electorale Permanente eliminarea postărilor prin blocarea accesului de pe teritoriul României, dar verificări ulterioare au relevat că acest conținut electoral nu a fost șters fiind disponibil și publicului din România, chiar și în afara perioadei campaniei electorale, inclusiv în ziua alegerilor, încălcându-se din nou legislația electorală.[150]
- S-au creat zeci de conturi care au utilizat în fals siglele anumitor instituții precum SRI și Brigada Antiteroristă, distribuind imagini cu acestea, dar și comentarii de susținere a candidatului Georgescu, făcând astfel o asociere și inducând fals impresia că instituțiile respective îl sprijină.[150]
- S-a descoperit că Bogdan Peșchir (bogpr pe TikTok) a efectuat plăți în valoare de 381.000 de dolari către utilizatori care îl promovau pe Georgescu chiar și după încheierea perioadei electorale, deși candidatul declarase buget 0, acestea fiind alte posibile încălcări ale legislației electorale.[150] Conform legii toți candidații sunt obligați să declare un cont bancar asociat campaniei electorale din care să facă plățile, în care să primească donații și să aibă un mandatar financiar, iar materialele electorale trebuie marcate cu codul mandatarului financiar (CMF) și să îndeplinească mai multe cerințe. Alte forme de finanțare sunt ilegale,[151] dar Bogdan Peșchir (bogpr) a finanțat promovarea lui Georgescu în perioada electorală, fapt confirmat de TikTok, deși Georgescu a afirmat că nu-l cunoaște pe acesta.[152]
- Postările rețelei de voluntari care l-a promovat pe Georgescu au fost catalogate la categoria divertisment, fiind afișate unei plaje largi de utilizatori (aspect care contravine propriilor reguli TikTok privind conținutul politic), fără marcaje adecvate și în afara perioadei de campanie (încălcându-se legea electorală română), în timp ce postările celorlalți candidați se filtrau de către rețea (conform propriilor reguli privind conținutul politic), dezavantajându-i și afectând principiul egalității de șanse.[150]
- Pe un canal de Telegram pe care se coordonau voluntarii și pe care se ofereau videoclipuri pregătite pentru distribuire, se dădeau indicații pentru eludarea mecanismelor de verificare ale rețelei TikTok: înregistrarea ecranelor și modificarea conținutului pentru a fi perceput de Tiktok ca un conținut original.[150]
- Documentul SRI a dezvăluit o campanie plătită numită echilibrusiverticalitate (dovedită ulterior ca aparținând PNL-ului) folosită pentru a-l promova pe Georgescu, unii influenceri nemarcând conținutul ca publicitate.[150] Campania, similară cu campania Frate lângă Frate a Rusiei din Ucraina, a fost acaparată prin asocierea profilului ideal de președinte promovat cu un număr ridicat de comentarii în care se menționa numele lui Georgescu.[153]
- Unii dintre susținătorii implicați în promovarea și cumpărarea de voturi sunt exponenți ai mediilor extremiste de dreapta, infracționale și ai cultelor religioase, care au fost implicate anterior în promovarea unor narative proruse, antisemite, anti NATO sau împotriva Ucrainei. Un exponent al lumii interlope a afirmat că împreună cu alte două persoane au susținut financiar campania electorală pe TikTok.[154]

Ulterior s-au descoperit și mai multe pliante. afișe, bannere și reviste electorale tipărite de voluntari fără codul mandatarului financiar, prin urmare, netrecând prin contul asociat de campanie al acestuia conform legislației în vigoare.
În urma dezvăluirilor, Parchetul General s-a autosesizat pentru posibile fapte de corupere ale alegătorilor, de încălcare a legislației electorale, alte infracțiuni conexe, spălare de bani, finanțarea ilegală a campaniei electorale a unui candidat de către susținătorii săi și infracțiuni informatice (de competența parchetelor regulare) prin crearea și utilizarea unor conturi false. Ulterior, Autoritatea Electorală Permanentă a trimis probe Parchetului privind cheltuielile de campanie ale lui Georgescu.
După dezvăluirile din documentele serviciilor secrete, interlopii care l-au susținut pe Georgescu anunțau că au fugit din țară. Georgescu se simțea onorat că este susținut de aceștia.
Specialiștii afirmă că este posibil să fi fost folosite programe informatice (boți) pentru a crește artificial popularitatea, vizualizările, aprecierile sau chiar comentariile în favoarea lui Georgescu, viralizând mesajele, care apoi sunt preluate de conturi reale care consumă asemenea conținut, atrăgându-se atenția asupra acestei breșe a TikTok-ului.
Într-un sondaj IRES realizat în perioada 17 – 20 decembrie 2024 prin telefon, 60% dintre respondenți consideră că anularea alegerilor prezidențiale a fost o decizie proastă a Curții Constituționale a României. Dintre cei care ar fi mers în turul 2 să voteze, 37% ar fi votat cu Lasconi, iar 63% cu Georgescu. Volumul eșantionului a fost de 964 respondenți, iar eroarea maximă tolerată este de 3,2%.

## După anularea alegerilor

Georgescu protestează alături de Anamaria Gavrilă și George Simion pe 1 martie 2025

După anularea alegerilor prezidențiale în România din 2024, Georgescu a încercat să obțină reluarea turului al doilea în instanță la Curtea de Apel București și la Înalta Curte de Casație și Justiție, pierzând însă procesele. Georgescu a depus un recurs la Curtea Europeană a Drepturilor Omului împotriva anulării alegerilor, pe care CEDO l-a respins pe 21 ianuarie 2025, declarând că nu are competență în privința alegerilor. De asemenea, el a acordat mai multe interviuri vloggerilor americani pentru a-și promova cauza.
Georgescu a fost susținut în stradă de partidele AUR și POT. Susținătorii lui Georgescu au organizat numeroase proteste în favoarea reluării turului al doilea, culminând cu cel din 12 ianuarie 2025 organizat de partidul AUR, care a fost considerat cel mai mare protest de la manifestațiile anticorupție din 2017.
În februarie 2025 anunța că va interzice rețeaua Soros din primul minut în care va ajunge președinte.
Pe 6 martie 2025 Georgescu a pierdut definitiv procesul la CEDO. CEDO a motivat că exită prevederi de drepturile omului doar pentru alegerea în legislativ, nu drept președinte. De asemenea, nu au existat dovezi că ar fi avut loc un proces nedrept. CEDO a menționat: CEDO nu e aservită Uniunii Europene.
Georgescu intenționează să candideze la noile alegeri prezidențiale din 2025. În opinia politologului Cristian Pîrvulescu „atacurile dnei Șoșoacă la ordinea constituțională au fost mult mai puțin grave decât cele pe care în mod zilnic Georgescu le proferează”, dând exemplu de atacuri la instituții ale statului, precum cel al Curții Constituționale. Pe 16 decembrie 2024 Georgescu amenința pe judecătorii CCR, spunând că riscă ani grei de pușcărie pentru voturile anulate. Conform articolului 145 al Constituției „judecătorii Curții Constituționale sunt independenți în exercitarea mandatului lor” (principiul independenței justiției, derivat din cel al separației puterilor în stat). Potrivit fostului judecător CCR Tudorel Toader judecătorii vor ține cont și de dosarele penale în care este cercetat.
Candidatura sa a fost invalidată de Biroul Electoral Central pe 9 martie 2025 din cauza discrepanțelor din cele două declarații de avere (cea din noiembrie 2024 și cea din martie 2025), existând și alte probleme procedurale în dosarul de candidatură conform surselor. La BEC erau depuse în prima zi peste 1300 contestații la adresa lui. În motivația ulterioară BEC a argumentat că cei care vor să candideze trebuie să dovedească că respectă Constituția și apără democrația și că BEC trebuie să analizeze și aspectele fundamentale ale candidaturii înainte de a o valida. BEC constată că Georgescu prezintă o atitudine aflată în contradicție cu valorile statului de drept și cu jurământul Președintelui (respectul Constituției și apărarea democrației). Bazându-se pe hotărârile Curții Constituționale de a anula alegerile și de a-i interzice candidatura Dianei Șoșoacă (nr. 2 din 5 octombrie 2024), BEC susține că Georgescu nu a respectat nici regulile procedurii electorale și nici obligația de a apăra democrația și prin anularea alegerilor din cauza conduitei sale, înregistrarea candidaturii a devenit inadmisibilă, candidatul neîndeplinind condițiile pentru a intra în cursa pentru funcția de Președinte. Georgescu a contestat decizia la CCR, dar a fost respins definitiv.

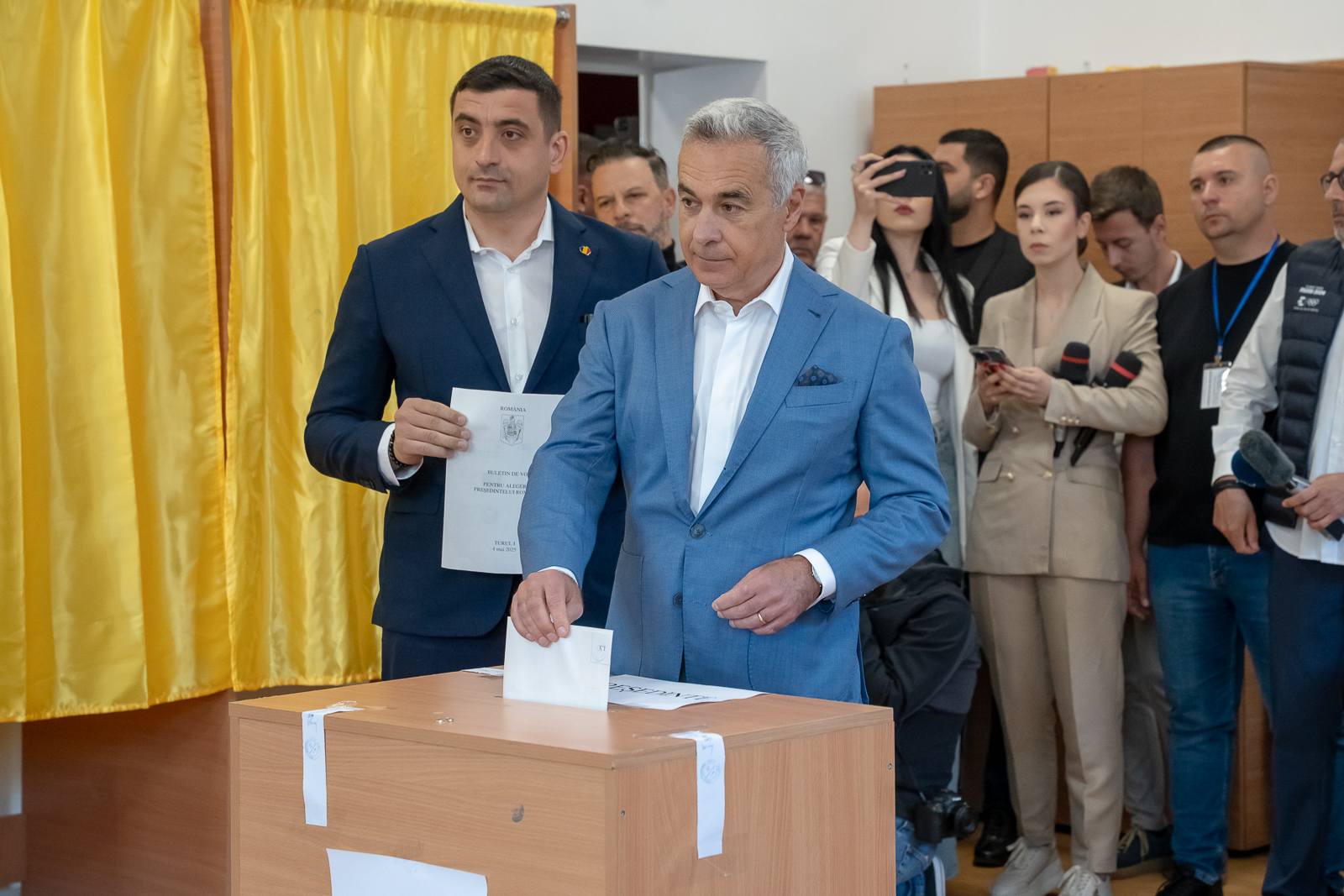
Georgescu votând împreună cu Simion la Mogoșoaia, 4 mai 2025

După interzicerea candidaturii, George Simion și Becali s-au acuzat reciproc de presiuni în AUR pentru a-l ataca și a renunța la sprijinul acordat lui Georgescu între cele 2 alegeri prezidențiale. Pe 4 mai, după închiderea urnelor, Simion a confirmat că îl va numi pe Georgescu premier dacă ajunge președinte. Simion a câștigat primul tur al alegerilor din 4 mai cu 41% din voturi, dar a fost învins de Nicușor Dan în turul al doilea, desfășurat pe 18 mai, obținând 46,4% față de 53,6% cât a obținut Dan. Pe 26 mai, Georgescu a anunțat retragerea sa din politică. Pe 6 iunie, procurorii au decis să fie prelungit controlul judiciar al lui Georgescu cu încă 60 de zile.
Procurorii Parchetului General au decis pe 27 iunie să schimbe calitatea lui Călin Georgescu din suspect în inculpat, în dosarul în care este cercetat pentru promovarea ideologiei legionare.
Pe data de 2 iulie 2025, Parchetul de pe lângă Înalta Curte de Casație și Justiție a dispus trimiterea în judecată a lui Georgescu, sub acuzația de propagandă legionară și promovare a cultului unor persoane vinovate de crime de război.

## Planul și propuneri economice. Impactul economic al lui Georgescu asupra României

### Planul și propuneri economice
Programul economic al lui Georgescu numit „Hrană, apă, energie” propune „un nou model social, economic și politic” bazat pe „suveranism-distributism”. Acesta cere „modificări structurale și, în final, o schimbare de sistem” prin politici publice și măsuri legislative care să cuprindă crearea și dezvoltarea de bănci populare, cooperative de producție și distribuție, întreprinderi cu lucrători/proprietari, producție în parteneriat, cadastru pus la punct. Georgescu subliniază în program că „lucrătorii sunt stăpâni pe pământ, pe utilaje și pe propriile aptitudini” și că „Doar proprietatea mică și mijlocie readuce libertatea”. Georgescu spune că râurile trebuie să fie „locuri sfinte”, lipsite de gunoaie menajere și de reziduuri chimice toxice. Acesta cere redirecționarea fondurilor UE către micul proprietar (pentru o dezvoltare coerentă începând de la sursă), stimularea agonisirii averii (pentru evitarea consumul inutil), asocierea liberă a proprietarilor agricoli în cooperative și facilități fiscale oferite de stat producătorilor (pentru o agricultură care se poate moderniza și dezvolta rapid) și predictibilitatea actului fiscal (pentru un mediu de afaceri și o economie echilibrată). Propune o cotă unică de 10% (pentru o stabilitate economică eficientă pe termen lung), impozitarea cu 2% la mai mult de 1 milion € cifră de afaceri (pentru ca impozitarea să fie coerentă și viabilă în vederea încasării), ca educația și sănătatea să fie componente cheie (pentru un viitor bazat pe inteligența și buna funcționare fizică și psihică a întregului popor) și înființarea unor piețe de desfacere, centre de colectare și industrii de prelucrare și conserve cu taxe 0 (pentru valorificarea potențialului producătorilor autohtoni). Afirmă că companiile ar trebui impozitate diferențiat: corporațiile străine trebuie impozitate pe venit, nu pe profit, iar cele românești pe profit „și acelea eșalonat și etapizat”. Se declară împotriva multinaționalelor, spunând că statul român sau orice fel de antreprenor român ar trebui să aibă 51% participație în orice întreprindere.
Radu Burnete, director executiv al Federației Patronale Concordia consideră că în acest fel companiile străine nu ar mai fi încurajate să vină în România și că principalele sectoare afectate vor fi industria, serviciile și IT-ul, unde investițiile străine joacă un rol important. „Întregul program vorbește despre micul proprietar și meșteșugar, dar aceste idei nu mai au legătură cu o economie modernă”. Economistul Dan Chirleșan, lector universitar la Facultatea de Economie și Administrarea Afacerilor de la Universitatea „Alexandru Ioan Cuza” din Iași, consideră că România nu își permite să sperie investitorii străini. „Fără investiții străine direct, adică fără acces la capital, România nu avea nicio șansă” și invită să se facă o comparație între anii 90, când nu erau investiții străine directe, și perioada din prezent. Analistul economic Iancu Guda, lector asociat la Institutul Bancar Român al BNR, spune că planul naționalizării (minim 51%) ar duce la creșterea prețurilor, șomaj și scăderea salariilor. „Realitatea ne demonstrează că majoritatea companiilor deținute de stat sunt ineficiente, înregistrează pierderi și nu beneficiază de guvernanță corporativă pentru transparență și competitivitate”. Estimează că preluarea a 51% din aceste companii presupune un efort bugetar total de aproximativ 1.000 de miliarde de lei, respectiv un efort bugetar anual de 200 miliarde de lei. „Este o naivitate și greșeală colosală să presupunem că cei 2 milioane de români vor lucra în continuare, pe aceleași salarii, la companiile respective. Majoritatea vor fi disponibilizați sau vor vedea salariile lor diminuate”. Dr. Adrian Codîrlașu, vicepreședinte al Asociației Analiștilor Financiari Bancari și profesor asociat ASE București, spune că „o asemenea politică de a discrimina între investitori e incompatibilă cu apartenența la Uniunea Europeană” și ar duce la blocarea de fonduri europene. Acesta invită la urmărirea exemplului Venezuelei, care a întreprins naționalizări și a sărăcit. Analistul economic Dragoș Cabat spune că programul este inspirat din socialismul utopic al lui Thomas Morus, precum și din programul pașoptist libertate–frăție cu tentă naționalistă. Analistul economic Cristian Păun numește programul lui Georgescu drept „o utopie mai degrabă comunistoidă”.
În turul doi al alegerilor a spus că dorește să facă o bursă a grâului la Brăila, o bursă a energiei la București și o bursă a metalelor la Deva, cu scopul de a cuceri economic Europa. La Brăila a funcționat o bursă de cereale între 1883-1948. La București există o piață pentru energia electrică din România, operată de OPCOM. A mai promis benzină la 1 leu/litru, deși România este insignifiantă la nivel mondial (locul 51 în topul mondial al producătorilor de petrol, locul 45 la rezerve de petrol, cu 0,036% din totalul global) și are puțină putere de a influența prețul pieței, iar plafonarea excesivă și pe termen lung a prețurilor în domeniu în Ungaria a dus la penurie, benzinăriile trebuind să vândă combustibilul în pierdere, fiind subvenționate.
Propune redeschiderea tuturor minelor, considerând Green Deal-ul o minciună.

### Impactul economic
După anunțarea rezultatelor primului tur de scrutin, bursa de Valori București a scăzut cu aproape 6% în prima săptămână. În săptămâna de după primul tur de scrutin Pilonul II de pensii private, la care contribuie 8,2 milioane de români, a scăzut cu 2 miliarde de lei (400 mil. euro), echivalentul al unui minus de 250 de lei în medie pentru fiecare contribuabil. Mihai Bobocea, purtător de cuvânt al Asociației Pensiilor Administrat Privat din România, a spus: „Sperăm însă la o normalizare politică de natură să calmeze piețele și să arate menținerea țării pe traiectoria euroatlantică”. Adrian Codîrlașu, președintele Asociației Analiștilor Financiari, a afirmat că au fost retrageri atât de la investitorii locali, cât și de la cei străini. Dobânzile pentru creditele populației, calculate pe baza indicatorilor IRCC și ROBOR, ajungeau pe 4 decembrie 2024 aproape de 6%, crescând ușor, afectând ratele pe care le plătesc românii la bănci. Răzvan Nicolescu, expert în energie și fost ministru, spunea în 4 decembrie 2024 că „deja există înțelegeri comerciale de sute de milioane de euro care au fost amânate”. Cristian Popa, membru al Consiliului de Administrație al BNR, remarca pe 26 noiembrie 2024 că: „s-a observat o deteriorare a fluxurilor de capital, acestea reversându-se, intrările de valută au devenit ieșiri, pe același fond de tensionare și percepție înrăutățită a piețelor internaționale asupra României”. Alex Milcev, expert al firmei de consultanță financiară și audit Ernst & Young, avertiza pe 4 decembrie că România riscă o retrogradare a ratingului de țară, iar costurile de împrumut ale statului vor crește. În urma anulării alegerilor indicii bursieri au început să crească cu 3%, pierderile de după primul tur de scrutin fiind aproape în totalitate recuperate la trei zile după anularea alegerilor prezidențiale, pe 9 decembrie 2024.

## Susținere din zona rusească și de la proruși
În noiembrie 2015 Dan Puric îl propunea pe Georgescu pentru funcția de prim-ministru. Numele lui Dan Puric apărea în 2014 pe lista lui Alexandr Dughin pentru crearea unui grup de influență prorus în România, iar în 2016 acesta recomanda ca Rusia și România să fie unite.
În iunie 2016 publicația de propagandă în limba română a Rusiei Sputnik redacta un elogiu în care emitea ipoteza că va fi prim-ministrul României. Printre altele spunea că „misiunea istorică a Rusiei și a României de a revoluționa civilizația umană (...) și-au găsit trup în Dr. Călin Georgescu”. Articolul a fost preluat de Russia Today România. Întrebat despre articol în 2024, Georgescu spunea că fiecare poate să scrie ce vrea.
În noiembrie 2016 Federația „Societatea Civilă Românească”, o organizație necunoscută, îl recomanda ca prim-ministru. Acest ONG felicitase, printre alții, în martie 2014 Rusia pentru anexarea Crimeii.
Georgescu a fost lăudat de agenția de știri rusă RIA Novosti pentru rezultatele obținute în primul tur al alegerilor prezidențiale din România în noiembrie 2024. RIA Novosti l-a descris ca un „susținător al unei alianțe cu Rusia”, evidențiind poziția sa favorabilă față de normalizarea relațiilor dintre România și Rusia. Cu toate acestea, oficial, purtătorul de cuvânt al lui Vladimir Putin, Dmitri Peskov, a afirmat după primul tur al alegerilor prezidențiale din 2024 că guvernul rus nu este familiarizat cu „viziunea candidatului asupra lumii”.
TikTok a confirmat în fața Parlamentului European că a destructurat (abia pe 29 noiembrie, la 5 zile după primul tur) o campanie afiliată Sputnik în contextul alegerilor prezidențiale din 2024.
La 4 martie 2025, Serviciul de Informații Externe al Rusiei a transmis un comunicat în care susține fără probe că „decizia parchetului român de a formula acuzații împotriva lui Georgescu este susținută de conducerea Uniunii Europene”, că „Președintele Comisiei Europene a avut un rol important în anularea alegerilor prezidențiale din România” și că „Ursula von der Leyen a cerut autorităților de la București să nu-i permită lui Georgescu să participe la noile alegeri”.
Pe 11 martie 2025, după invalidarea candidaturii de către BEC, Dmitri Peskov, purtătorul de cuvânt al președintelui rus, aprecia că orice scrutin organizat fără Georgescu nu va avea legitimitate.

## Susținere din alte state
Andrzej Duda, președintele Poloniei, a declarat la 5 februarie 2025 pentru Kanal Zero că, dacă alegerile prezidențiale din Polonia vor fi anulate ca în România, va fi necesar să „apere” rezultatul scrutinului prin proteste, dacă cineva „manipulează” rezultatele. Președintele a sugerat că Comisia Europeană a intervenit în procesul electoral din România și că încearcă să facă același lucru și în Polonia.
Vicepreședintele american JD Vance, în discursul critic la adresa statelor europene, susținut în cadrul Conferinței de Securitate de la Munchen, a declarat că alegerile din România au fost anulate „pe baza suspiciunilor slabe ale unei agenții de informații și la presiunea enormă din partea vecinilor săi continentali”. 
Elon Musk, consilier principal al președintelui Donald Trump, își exprimă în ultima vreme un interes crescut pentru politica din Europa. După ce a susținut partidul naționalist Alternativa pentru Germania în alegerile federale, miliardarul pare să-i susțină candidatura suveranistului independent Georgescu la președinția României. Fiind întrebat despre faptul că Elon Musk a postat mesaje prin care îl susține fățiș pe Georgescu la alegerile prezidențiale din mai 2025, ministrul Emil Hurezeanu susține că mesajele respective ale miliardarului în sprijinul politicianului român pot fi considerate o formă de amestec în politica internă a altui stat.

## Opinii

### Opinii proruse
În mai multe articole din presă, Georgescu a fost criticat pentru declarațiile sale proruse, unii autori considerându-l chiar un reprezentant al intereselor rusești în România, fiind promovat constant de presa prorusă.
În iunie 2018 declara că „Putin este un lider (...), își iubește țara (...) indiferent prin ce mijloace”. Admirația pentru Putin este reafirmată în 2024. În opinia sa, Putin este un om total deschis la pace, dar războiul se continuă pentru a fi furate resursele bogate ale Rusiei.
Pe fondul tensiunilor din Ucraina din 2021, Georgescu opina că orice consecință gravă ar fi dată de interesele industriei militare a SUA: „Situația din Ucraina este în mod clar manipulată, în interesul de a declanșa un conflict care să ajute financiar complexul militar al Statelor Unite, industria militară a SUA” și că „șansa României este înțelepciunea rusească”.
În noiembrie 2024 sugera că nu-l interesează sancțiunile împotriva Rusiei, argumentând că au avut un efect de bumerang, idee repetată și în ianuarie 2025.
Consideră că importurile de gaz rusesc trebuie reluate.
În 2024 considera că Rusia are cea mai puternică armată din lume.
El a afirmat că nu are legături cu Rusia. Întrebat dacă ar fi prorus, acesta a spus că este pro român.
Istoricul și expertul în spațiul ex-sovietic Cosmin Popa declară că Georgescu preia toate temele propagandei ruse. Georgescu a adoptat o poziție controversată față de Ucraina, afirmând că „Ucraina este un stat inventat”. Această declarație a fost făcută în contextul discuțiilor despre războiul din Ucraina, unde el a susținut că România ar beneficia mai mult de pe urma unor relații mai bune cu Rusia și China. Georgescu a lăudat, de asemenea, conducerea lui Vladimir Putin, considerându-l un lider care își iubește țara și un diplomat abil.

### Pluralismul politic
Georgescu s-a exprimat de mai multe ori împotriva partidelor politice (și implicit a unor partide de opoziție care ar atrage atenția asupra abuzurilor puterii). În 2021 spunea că idealul ar fi să nu mai existe niciun partid politic, amintind de „cum era înainte”.
În aprilie 2024 a declarat în două locuri diferite că partidele politice „sunt niște gloabe” și că: „Nu vor mai fi partide politice în această țară. Niciunul! Niciun partid politic!” Însă în decembrie 2024 echipa sa de comunicare a afirmat că aceasta este o metaforă care are ca origine pe Petre Țuțea și spus apoi că Georgescu „va guverna România respectând în mod strict Constituția și principiile statului de drept”. Textul exact al lui Țuțea însă este altul: „Partidele politice sunt cai la carul de aur al istoriei românilor; când devin gloabe, poporul român le trimite la abator”. Citatul a fost folosit de mai multe ori în timpul campaniei prezidențiale din 2024 pentru a-și justifica candidatura independentă,
Ulterior Georgescu a declarat că nu dorește distrugerea democrației și că nu are legături cu grupuri extremiste.
Deși încrederea românilor în partide a fost în mod constant scăzută (10%), pluralismul politic este consacrat în articolul 8 al Constituției.

### Drepturile femeilor
În 2018 Georgescu numea o conferință de presă a comisarului european Corina Crețu și a premierului Viorica Dăncilă drept o „reclamă la cosmetice”, deși admitea că femeile ar putea face față unei asemenea responsabilități. În noiembrie 2024 însă considera că femeia are un alt rol decât cel de președinte, că nu poate face față, făcând aluzie printr-un citat la rolul de naștere de copii, feminismul fiind în opinia sa o „mizerie absolută”. Pentru afirmația respectivă a primit plângere la CNCD.
Georgescu dorea interzicerea avorturilor în 2014. Considera în mai 2024 că prevalența nașterilor prin cezariană în România este o „tragedie”, deoarece „se rupe firul divin”, și a subliniat impactul negativ al acesteia asupra mamei și copilului. Ulterior, în noiembrie 2024, soția lui a spus că fraza provine din cartea Cezariana a lui Michel Odent⁠(en)[traduceți]. Candidatul a afirmat tot atunci că nu va interzice cezarienele sau avorturile.
Consideră saloanele de înfrumusețare o exagerare, dând exemplul căprioarelor care nu merg să se penseze sau să se aranjeze și că femeile prin asta „nu știu cine sunt și caută o mască”.

### Politica economică
Georgescu a pledat pentru dezvoltarea economică a României. El a indicat într-un interviu că sistemul corporatist, mai degrabă decât alte state, reprezintă un pericol: „mai ales păstrarea identității statului în fața atacului entităților non-statale, adică a corporațiilor și «investitorilor strategici», de genul fondurilor speculative”. L-a lăudat pe președintele Donald Trump, despre care a spus că „este un erou. După Kennedy, este singurul președinte care s-a luat la trântă cu balaurul corporatist”. Într-un interviu din 2016, propunea implicarea statului în susținerea micului producător, o formă de distributism. Susține trecerea la un model economic bazat pe creștinism aplicat, o „economie divină” (suveranist-distributistă), fiind de părere că sistemul capitalist a căzut. A criticat lipsa de autosuficiență alimentară a României, afirmând (eronat) că România importă 90% din alimente și promovând micul producător.
În viziunea sa, dezvoltarea durabilă, un concept în care crede și pentru care a militat permanent, a fost deturnat, devenind o metodă de „cum putem crește consumul”.
Acesta a afirmat că „Economia este distrusă. Noi nu mai producem nimic, nici măcar scobitori”, dar economistul și profesorul ASE Christian Năsulea spune că: „Este revoltător să auzi o asemenea aberație. Avem o creștere de 75% a producției industriale în ultimii 30 de ani”.
Consideră că trecerea la moneda digitală înseamnă „sclavie pe pașaport”.

### Relația cu religia
L-a criticat pe patriarhul Bisericii Ortodoxe în 2018, spunând: „Era înainte așa, la cruce de lemn, inimă de aur. Acum e cruce de aur și inimă de lemn”.
Teologul ortodox Vasile Bănescu consideră că „speculează” și „Se folosesc doar de religie și de biserică pentru a căpăta vizibilitate în spațiul oamenilor credincioși”.
Conform lui Sorin Bute, preotul ortodox și lector universitar la Facultatea de Teologie Ortodoxă și Științele Educației a Universității Valahia din Târgoviște, Georgescu „face campania electorală pe bază de ură, invocându-L, în mod paradoxal, pe Dumnezeu” și „amestecă în această ciorbă electorală conceptele unei religii New Age și idei din morala creștină”. Conform lui Bute, deși Georgescu se prezintă ca având calitatea de creștin, mesianismul lui politic este în neconcordanță cu învățătura creștină și oferă un fel de religie-surogat, similară celei oferite de Mișcarea Legionară, surogat care a ajuns în trecut să devină o mistică a violenței. Mai departe teologul concluzionează că personajul are comportament de guru și nu de lider religios, deoarece se prezintă pe el însuși ca pe un salvator.
Din punctul de vedere al lui Sorin Bute, afirmațiile de genul celor făcute de Georgescu, care vorbesc despre sacralitatea lucrurilor care ne înconjoară (gen puritatea apei, Carpații – coloana energetică a sufletului planetei, pădurile virgine ale României – care nu există, România care păstrează esența purității umane), precum și afirmațiile asemănătoare cu cele naziste (gen România este locul unde divinitatea a decis să păstreze esența purității umane) aparțin amalgamului sincretist al religiei New Age și nu au cum să se împace cu creștinismul, o religie în care Dumnezeu îi iubește pe toți.
În opinia lui Cezar Marksteiner Ungureanu, doctor în etică socială, preot ortodox și profesor de religie ortodoxă în Austria, discursul lui Georgescu folosește expresii ambigue și chiar mistice, care însă nu au legătură cu teologia ortodoxă.
Conform Annei Applebaum, Georgescu, ca și Donald Trump, reprezintă respingerea raționalității caracteristice iluminismului.
Andrei Pleșu a declarat „faptul că s-au găsit și români și tineri foarte mulți care să asume această lipsă de raționalitate, de interogativitate reală, de realism politic și istoric, faptul că s-au găsit atât de mulți gata să voteze pentru este înfiorător”.
Jurnalistul Cristian Tudor Popescu l-a poreclit Dumnezeilă.

### Educația
Similar majorității românilor, Georgescu consideră sistemul de învățământ ineficient. Asociat acestui aspect, el a lansat însă în spațiul public afirmații false că mari clasici ai literaturii române precum Mihai Eminescu, Lucian Blaga, George Coșbuc sau Octavian Goga nu mai sunt predați în școli.
Se declară împotriva introducerii educației sexuale în școli. „Manualele alternative sunt o rușine și o jignire totală a istoriei neamului românesc”.
În ce privește afirmațiile sale despre ponderea exagerată a științelor exacte în curricula școlară și despre oportunitatea eliminării sau trunchierii lor în programa educațională, există opinia că analiza sa este o falsă analiză, deoarece acestuia îi lipsesc noțiuni de bază, elementare, despre cum funcționează sistemul de învățământ.
Acesta este de părere că istoria ar trebui studiată zilnic, nu doar o oră pe săptămână, iar Mihai Eminescu – de la grădiniță până în ultima zi de facultate indiferent de profil.
În 2016 considera că tinerii români din diaspora (născuți prin anii 1989–1990) nu știu să scrie și să citească și „semnează cu degetul”. „Toți, nu unul, toți tinerii care lucrează în Occident, vă dau exemple clare, în Germania cel puțin, în Austria, au probleme grave și foarte grave”.

### Armata
Din punctul de vedere al lui Georgescu România nu ar trebui să-și respecte angajamentul asumat în NATO de a cheltui minim 2% din PIB pentru apărare, aceasta fiind, din punctul lui de vedere, o chestiune ultra-secundară, care nu-l interesează și a încadrat cheltuielile militare la categoria „alte lucruri”. Acestea, din punctul lui de vedere, nu au de a face cu preocuparea poporului român de a fi fericit.
Georgescu propune reintroducerea serviciului militar obligatoriu, considerând că acesta ar „înnobila” tinerii și poporul român.

### Relațiile României cu sfera euro-atlantică
Orientarea prorusă a lui Georgescu este însoțită de critici la adresa NATO și a scutului antirachetă de la Deveselu, pe care l-a numit o „rușine a diplomației”.
Referitor la NATO și Uniunea Europeană, Georgescu declara că România „nu a negociat nimic, așa că a pierdut totul”. Ulterior afirma că „nu au făcut decât să ne neutralizeze economic, să șteargă identitatea noastră națională, ADN-ul care asigură imunitatea neamului și a spiritului românesc” și că NATO nu va lua apărarea niciunei țări aliate în cazul unui conflict cu Rusia, căci Statele Unite nu poate să ofere garanții. „Nimeni nu mai are încredere astăzi în ce Washington-ul spune”, era părerea sa în ianuarie 2024. În America MAGA a fost înlocuită cu MIGA: Make Israel Great Again. În iunie 2024 spunea că România este implicată într-un conflict în Ucraina în cadrul NATO, sugerând o părăsire a alianței militare:„referitor la NATO, dacă lucrurile continuă în felul ăsta, evident că nu ne interesează”.
În ianuarie 2025 afirma că baza militară de la Kogălniceanu (aflată sub extindere) va fi folosită ca o poartă de intrare pentru lansarea unui război în Rusia, ipoteză respinsă de Ministerul Apărării Naționale al României și de James C. O'Brien, Secretarul de stat adjunct pentru afaceri europene și eurasiatice (însărcinatul de la acea vreme cu implementarea politicii externe americane în Europa și Eurasia).
În februarie 2025 afirma că, în cazul unor posibile sancțiuni economice din partea UE, nu este interesat de banii europeni, îl are pe Dumnezeu și că independența unei țări ține de capacitatea de a se finanța singură.

### Organizațiile internaționale
Georgescu a declarat că, la momentul actual, nu mai există organizații internaționale care să lucreze pentru oameni, acesta fiind motivul pentru care s-a retras din Clubul de la Roma, despre care a afirmat că „s-a născut prin munca unui geniu, cu o temă uriașă, și anume trezirea la ce se întâmplă prin utilizarea necontrolată a resurselor de către marile corporații, dar cum a fost și cu alte instituții, a fost înghițit și cumpărat de-a lungul timpului”.
În calitate de fost raportor special al ONU și reprezentant european pentru Clubul de la Roma, Georgescu a declarat în 2022 că principala problemă cu care se confruntă Națiunile Unite este „sistemul mondial al oligarhilor”. ONU nu va fi „Noua Ordine Mondială, un sistem de guvernare la nivel global” — ONU este platforma sau „podul” pe care „Sistemul mondial al oligarhilor” (World Oligarch System) trebuie să-l controleze.
El a denunțat procesul de infiltrare și preluare globală a Organizației Națiunilor Unite de către oligarhi, în special Klaus Schwab și Forumul Economic Mondial, descriind structurile de putere și interesele obscure din interiorul ONU, manipularea, exploatarea și înrobirea oamenilor din întreaga lume, dezvăluind realitatea crudă din sânul unei organizații cândva benefică și subliniind importanța (re)conectării cu natura, cu noi înșine și cu semenii noștri, care ar ghida către adevărata suveranitate, armonie și credință.

### Minoritățile etnice
În 2015 declara: „În România trăiește poporul român care vorbește limba română, limba bătrână a strămoșilor noștri și care nu admite afronturi din partea niciunui străin sau minoritate, pentru că minoritățile trebuie să respecte poporul român și legile lui, nu să ceară favoruri speciale, sub pretextul că este discriminat. Nu România are nevoie de minorități sau de străini, ci ei au nevoie de România, pentru că le dăm pământ și apă”. În decembrie 2024, cu ocazia zilei minorităților, afirma: „Vă garantez tuturor celor din comunitățile etnice că nimeni, niciodată, nu vă va mai trata precum cetățeni secundari ai acestei țări. Voi nu sunteți importanți doar la vot, sunteți importanți în fiecare zi!”
După o critică a lui Kelemen Hunor, președintele UDMR, Georgescu a replicat în ianuarie 2025 că UDMR este o asociație de bloc, nu un partid și că va fi evaluată foarte curând. Consideră autonomia Ținutului Secuiesc o „chestiune care este total neavenită și neadevărată și nu are nimic de a face cu istoria neamului”.

### Alte opinii
Georgescu contestă aselenizarea, considerând-o o „manipulare”, și a afirmat că „omul nu a ajuns pe Lună” din moment ce nu au mai existat misiuni lunare după anii '70. De asemenea, el susține că tehnologia 5G este „extrem de periculoasă” și se „apără” de aceasta folosind „căști cu fir”.
Referitor la apă, Georgescu a declarat că aceasta nu este doar H2O; el o consideră o formă de „informație, vibrație și frecvență”, preluând o teorie pseudoștiințifică a lui Masaru Emoto⁠(en)[traduceți]. În cadrul unui podcast, Georgescu a afirmat că sucurile carbogazoase ar conține nanocipuri care „intră în tine ca într-un laptop” și că schimbările climatice ar fi „o escrocherie mondială”, o manipulare imensă la adresa omenirii, iar omul nu poate să aibă vreun impact asupra schimbărilor climatice.
Crede că românii sunt pe teritoriul țării „de la facerea lumii și orice țară, cel puțin europeană, care va dori să-și cunoască limba și originile se va lovi de limba română” și Tesla a fost la origine român.
Consideră că în 1989 a fost mai degrabă o lovitură de stat decât o revoluție și că în opinia sa condamnarea comunismului din 2006 a fost un moment rușinos. Părerea sa coincide cu a votanților săi, care sunt într-o proporție mai mare față de alții nostalgici după perioada comunistă.
Din punctul său de vedere, Soros a adus în România după revoluția din 1989 un import de ideologie oligarhică și neoliberală cu consecințe nefaste.
În timpul pandemiei de coronavirus a minimalizat importanța virusului, spunând: „Eu cred în imunitatea mea. [...] Persoanelor care au trecut prin această boală le-aș spune că sunt zeci de mii de virusuri și fac parte din noi”. Ulterior, l-a numit pe Djokovic un „creștin-ortodox curat” pentru că a fost împotriva vaccinării.
Este anti-LGBT și împotriva manifestării publice a homosexualității.
Considera în februarie 2024 cel mai mare pericol pentru România pe falșii suveraniști care o luau ca exemplu pe „fariseul perfect” Meloni.

## Dosare penale și mișcarea neo-legionară

### Propaganda legionară. Legături cu mișcarea neo-legionară
Georgescu își potrivise discursul cu cel al mișcării neo-legionare încă din 2014, fiind menționat în acest sens de o revistă de acest tip (cu toate că îl considera „dușman” și „mason”). Conform Adinei Marincea, cercetătoarea Institutului Național pentru Studierea Holocaustului din România „Elie Wiesel”, Georgescu a organizat tabere de muncă alături de Frăția Ortodoxă, organizație neolegionară. „În 2021, Dan Grăjdeanu a chemat voluntari și membri ai frățiilor ortodoxe din toată țara să vină într-o tabără de muncă la Petru Vodă, la Mânăstirea Paltin, mânăstire cunoscută drept cuib neo-legionar (...) E interesant că în această tabără de muncă, Grăjdeanu spune foarte clar că adunarea s-a făcut la apelul lui Călin Georgescu”.
Într-un videoclip publicat în 2020 pe Facebook, Georgescu a spus că Ion Antonescu și Corneliu Zelea Codreanu sunt eroi prin care „a trăit istoria națională, prin ei vorbește și a vorbit istoria națională și nu prin lachei de serviciu ai puterilor globaliste care astăzi conduc România vremelnic”. De asemenea, a apărut alături de Eugen Sechilă, persoană cu afinități legionare, organizator de tabere de îndoctrinare legionară pentru copii și reprezentant al Asociației „Gogu Puiu și Haiducii Dobrogei” (numită după un fost legionar din Dobrogea). În 2020, Georgescu acorda un interviu Elenei Puiu, nepoata unui legionar și membră a asociației. În cadrul interviului spunea că Mișcarea Legionară „a fost cea mai puternică esență și expresie de sănătate și de voință proprie venită din poporul român”. Considera că Zelea Codreanu ar trebui reabilitat. Într-o cuvântare ținută în timpul unui protest din 2021 împotriva restricțiilor din timpul pandemiei de coronavirus a folosit o frază preluată chiar dintr-un discurs al lui Ion Antonescu, persoană vinovată de genocid și de holocaustul din România: „Prin liniște și credință, prin ordine și unire, prin muncă și iubire, cu Dumnezeu înainte”.
Într-un interviu la Antena 3 din 31 ianuarie 2022, fiind întrebat de videoclipul de pe Facebook din 2020, a continuat să ia apărarea celor doi spunând că au făcut „și fapte bune”, numindu-i martiri și că „Zelea Codreanu s-a luptat pentru moralitatea ființei umane”, negând rolul legionarilor în asasinarea lui Nicolae Iorga și a lui Armand Călinescu. Aceste declarații au provocat reacții negative din partea Centrului pentru Monitorizarea și Combaterea Antisemitismului în România, a Institutului Național pentru Studierea Holocaustului din România și a reprezentanților comunităților evreiești, care au catalogat aceste declarații ca fiind „un act iresponsabil și periculos”. Istoricul Dorin Dobrincu l-a denunțat pe Georgescu drept „promotor al ideilor legionare” și l-a evaluat drept „precar din punct de vedere intelectual”. Ca urmare a acestor declarații, Parchetul General s-a autosesizat în 4 februarie 2022 și a deschis un dosar penal pe numele lui Georgescu pentru promovarea cultului persoanelor vinovate de genocid și crime de război, în temeiul articolului 5 din OUG 31/2002: „Fapta persoanei de a promova, în public, cultul persoanelor vinovate de săvârșirea unor infracțiuni de genocid contra umanității și de crime de război, precum și fapta de a promova, în public, idei, concepții sau doctrine fasciste, legionare, rasiste sau xenofobe, în sensul art. 2 lit. a), se pedepsește cu închisoare de la 3 luni la 3 ani și interzicerea unor drepturi”. Parchetul General a clasat pe 2 iunie 2022 dosarul penal cu privire la afirmațiile făcute de Georgescu despre liderul legionar Corneliu Zelea Codreanu și despre Ion Antonescu în baza articolului 16 alin. 1 lit. b) din Codul de procedură penală (fapta nu este prevăzută de legea penală ori nu a fost săvârșită cu vinovăția prevăzută de lege). După „îngrijorările externe” și la solicitarea presei, la 26 noiembrie 2024, procurorii de la Parchetul General au reacționat spunând că articolul 5 din OUG nr. 31/2002 „incriminează fapta persoanei de a promova, în public, cultul persoanelor vinovate de săvârșirea unor infracțiuni de genocid contra umanității și de crime de război. Din această perspectivă, infracțiunea menționată are ca premisă existența unei hotărâri de condamnare prin care s-a stabilit anterior vinovăția persoanelor al căror cult este în prezent promovat. Astfel, art. 2 lit. c) din același act normativ reglementează că prin persoană vinovată de săvârșirea unor infracțiuni de genocid contra umanității și de crime de război se înțelege orice persoană condamnată definitiv de către o instanță judecătorească română ori străină sau prin orice hotărâre recunoscută în România, potrivit legii, pentru una sau mai multe infracțiuni de genocid contra umanității și de crime de război. Or, aceste condiții prevăzute de norma de incriminare limitează semnificativ sfera persoanelor a căror apologie în discursul public poate întruni elementele constitutive ale unei infracțiuni, de cele mai multe ori simplele referințe generale la personaje istorice care nu au suferit astfel de condamnări penale neîntrunind condițiile prevăzute de textul incriminator”. Singura persoană condamnată din România pentru promovare legionară este bloggerul Cătălin Donoiu, pentru care însă există probe dincolo de niște simple declarații.
Are și conexiuni cu Dan Puric sau Dan Grăjdeanu, care au participat în mai multe rânduri la evenimente neo-legionare. Istoricul Traian Sandu, profesor asociat la Universitatea Sorbonne Nouvelle, specializat în fascismul românesc, consideră că Georgescu împrumută discret elemente din istoria legionară cum ar fi denumirea asociației sale, Pământul Strămoșesc, (fost ziar legionar) și imaginea sa în costum popular alb pe un cal alb (conform acestuia, referință mai degrabă la Zelea Codreanu, care se afișa similar în satele românești în perioada interbelică).
Pe 26 februarie 2025, la ieșirea de la audieri în dosarul Parchetului General, Georgescu a făcut un gest controversat, ducându-și mai întâi mâna la inimă, după care a întins brațul drept într-o mișcare pe care mai mulți experți au interpretat-o ca fiind un salut de tip fascist camuflat, similar celui făcut de Elon Musk în SUA.

### Plângere penală pentru înșelăciune
Dintr-o plângere depusă la parchet la începutul anului 2024 de către un antreprenor român reiese că Georgescu i-ar fi propus acestuia în 2021 o afacere de tranzacții cu metale prețioase. Afaceristul i-a depus parte dintr-o garanție de un milion de euro la o bancă din Elveția, însă după mai multe întâlniri cu alte persoane prezentate de Georgescu pentru a încheia afacerile și după schimburi de e-mailuri cu banca, a cerut banii înapoi. Georgescu și asociații acestuia i-ar fi promis că îi vor returna banii printr-o altă companie elvețiană în 2022, însă după mai multe întâlniri, la care a fost prezent chiar și avocatul său, aceasta nu s-a concretizat. În 2023 Georgescu i-ar fi promis că îi va da banii după ce va primi fondurile din campania pentru alegerile prezidențiale din 2024 pentru care însă nu a declarat fonduri. Alte persoane de interes în dosar sunt Massimiliano Arena, pus sub acuzare, în 2023, în Sicilia, pentru operațiuni financiare ilegale, și Ionel Rusen, implicat în compania Romanian Allied International Defense SRL, care aștepta un aviz de la SRI, SIE, Ministerele Apărării și Economiei pentru a cumpăra Uzina Mecanică Drăgășani SA din septembrie 2023. Pachetul majoritar al Romanian Allied International Defense SRL este deținut de Douglas Anderson, un investitor american. Atât Anderson, cât și Ionel Rusen și-au declarat susținerea pentru Georgescu în campania pentru prezidențiale.

### Dosarul penal de la Parchetul General, februarie 2025
Pe 26 februarie 2025, Georgescu a fost audiat în calitate de suspect/inculpat, fiind plasat sub control judiciar de 60 de zile de către Parchetul General pentru: instigare la acțiuni împotriva ordinii constituționale, în formă tentată; fals în declarații în formă continuată; comunicarea de informații false; inițierea sau constituirea unei organizații cu caracter fascist, rasist ori xenofob, aderarea sau sprijinirea, sub orice formă, a unui astfel de grup; inițierea sau constituirea unei organizații cu caracter antisemit și promovarea, în public, a cultului persoanelor vinovate de săvârșirea unor infracțiuni de genocid contra umanității și de crime de război. Ca parte a aceluiași dosar, procurorii au efectuat percheziții în 5 județe vizându-l pe Horațiu Potra, unul dintre gardienii de corp ai lui Georgescu, aflat în străinătate la momentul operațiunii. În casele lui Potra din Sibiu și Mureș, anchetatorii au descoperit un arsenal impresionant și valori considerabile: 3 milioane de dolari, 27 de kilograme de aur, zeci de grenade, pistoale și sute de muniții. Percheziții au fost efectuate și la domiciliul lui Marin Burcea, supranumit „Lunetistul", alt gardian de corp al lui Georgescu, unde au fost găsite arme, muniție de asalt și peste un milion de dolari ascunși într-un seif.
Conform procurorilor, cu două zile înainte de anularea alegerilor, pe 4 decembrie, Andrei Avram, liderul grupării „Ciurarii” (axată pe trafic de persoane și proxenetism) l-a contactat pe Horațiu Potra pentru o întâlnire. În aceeași zi Georgescu l-a contactat pe Eugen Sechila, informându-l de existența unui plan. Acesta spunea că „îi va prinde ca într-o menghină pe cei care agresează familia” și că „după aceea îi setez eu”. Un alt apropiat al lui Georgescu trimitea un mesaj unor cadre din MAI în 5 decembrie susținând că persoane din clanurile interlope ar fi primit arme de foc și le era garantată lipsa de răspundere penală „urmărind astfel decredibilizarea instituțiilor statului român și crearea unui sentiment de teamă în rândul populației” prin decretarea stării de urgență în contextul mesajelor răspândite pe rețelele sociale. La întâlnirea clandestină din 7 decembrie organizată de Georgescu la ferma de la Ciolpani s-au pregătit „evenimente destabilizatoare menite să creeze haos și nesiguranță, afectând astfel procesul democratic”. Ulterior l-a sunat și pe liderul organizației „Frăția Ortodoxă” comunicându-i că în ziua următoare le va transmite susținătorilor săi un îndemn la acțiuni concrete. În noaptea de 7-8 decembrie 2024, poliția a oprit în trafic mai multe autovehicule în care se aflau Potra și alți membri ai grupării, în drum spre București, descoperind asupra lor obiecte contondente, arme albe (inclusiv o macetă), două pistoale și articole pirotehnice din categoria F4.
În cadrul dosarului au fost arestate preventiv 16 persoane, pentru alte 2 s-a decis măsura arestului la domiciliu, iar pentru Horațiu Potra și două rude ale sale implicate s-a stabilit arestarea în lipsă de către magistrații de la Înalta Curte de Casație și Justiție.
Conform Parchetului General, Georgescu știa de finanțarea lui Bogdan Peșchir pe rețelele sociale. Peșchir a finanțat atât conturi care au fost implicate în promovarea lui Georgescu (cu 381.000 dolari, în timpul campaniei electorale), cât și 2,1 milioane de comentarii de susținere postate pe rețelele sociale, acestea fiind cumpărate de la firma Social Freak Ltd, care oferă servicii de social media marketing.
De asemenea, Horațiu Potra i-ar fi cerut, în numele lui Georgescu, lui Frank Timiș 20-35 de milioane de dolari în 2022 pentru campania alegerilor prezidențiale din 2024, spunând că, dacă va ajunge președinte, va redeschide toate minele din România, mai ales cele de aur. Potra a recunoscut ulterior fapta.
La 6 martie 2025, Judecătoria Sectorului 1 a decis să mențină controlul judiciar pentru Georgescu până la 26 aprilie 2025. Judecătorul retine că „există o suspiciune rezonabilă doar cu privire la săvârșirea infracțiunii de promovare, în public, a cultului persoanelor vinovate de săvârșirea unor infracțiuni de genocid contra umanității și de crime de război, precum și de promovare în public de idei, concepte sau doctrine fasciste, legionare, rasiste sau xenofobe”. În încheierea deciziei, judecătorul menționează că nu este convins de acuzația privind aderarea lui Georgescu la o organizație fascistă, bănuită că ar urma să comită violențe împotriva politicienilor sau altor persoane. Magistratul arată că Georgescu este plasat sub măsura preventivă cea mai ușoară, fiind liber să se deplaseze, să lucreze, să-și asigure existenta, dar și să-și depună candidatura pentru funcția de președinte al României.
Asociația Pentru Apărarea Drepturilor Omului în România – Comitetul Helsinki a cerut Inspecției Judiciare să cerceteze modul în care Parchetul „saltă” oamenii de pe stradă, ca în anii 1950. O acțiune „ca în filme” au derulat organele de forță ale țării, prin ridicarea din trafic a unui cetățean și conducerea sa la audieri, în condițiile în care acesta putea fi citat și chemat de bună voie la poliție.

## Lucrări publicate
Volume proprii:
- Pentru un ideal comun, Editura Compania, București, 2012, 292 p. ISBN: 978-973-1960-92-0.
- Cumpăna României, Editura Logos, București, 2014, 152 p. (ediția a II-a, Editura Christiana, București, 2016, 192 p.).
- Marea Renaștere: adevăr, libertate, suveranitate: ieșirea din Matrix, Editura Prestige, București, 2022, 256 p. ISBN: 978-630-6506-17-0.

Volume coordonate:
- en Romania 2020 (coordonat în colaborare cu Mircea Malița), Editura Conspress, București, 1998. ISBN: 978-973-9623-39-1. OCLC 895707059
- Reprofesionalizarea României (coordonat în colaborare cu Mircea Malița), Raport IPID, București, 2008.
- România după criză. Reprofesionalizarea (coordonat în colaborare cu Mircea Malița), Editura Compania, București, 2010, 376 p. ISBN: 978-973-1960-84-5. OCLC 826656439

Studii:
- „Reclădirea capitalului uman”, în Șansa României – oamenii. Reprofesionalizarea României II, Raport IPID, București, 2009, pp. 7–18.
- „Trezirea la realitate”, în România post-criză. Reprofesionalizarea României III, Raport IPID, București, 2010, pp. 5–15.

Coordonator de proiect:
- Strategia Națională pentru Dezvoltare Durabilă a României. Orizonturi 2013–2020–2030, Guvernul României, Ministerul Mediului și Dezvoltării Durabile, Programul Națiunilor Unite pentru Dezvoltare, Centrul Național pentru Dezvoltare Durabilă, București, 2008.